# فرانس راديو
راديو فرنسا هو مذياع راديو الخدمة العامة الفرنسية.

## محطات
تقدم إذاعة فرنسا سبع شبكات وطنية:
- فرانس انتر - راديو فرنسا " اختصاصي محطة"، ويضم تسلية والحديث بالمعلومات مختلطة مع مجموعة واسعة من الموسيقى، بالإضافة إلى نشرات الأخبار كل ساعة مع التغطية الإخبارية الموسعة في الصباح، الظهيرة، وأوائل مساء قمم
- معلومات فرنسا - أخبار على مدار 24 ساعة
- ثقافة فرنسا - برامج ثقافية تغطي الفنون والتاريخ والعلوم والفلسفة وما إلى ذلك مع التغطية الإخبارية المتعمقة في أوقات الذروة
- موسيقى فرنسا - الموسيقى الكلاسيكية والجاز
- France Bleu - شبكة من 44 محطة إقليمية، تمزج بين الموسيقى الشعبية والمحادثات والمعلومات المحلية، بما في ذلك:
  - فرنسا بلو 107.1 - لمنطقة باريس - إيل دو فرانس
  - France Bleu Béarn - البرانيس الأطلسية
  - فرنسا بلو نورد - نورد وباس كاليه
- FIP - متخصص في مجموعة واسعة من الموسيقى - الكلاسيكية والهيب هوب والجاز وشانسون والروك والبلوز والموسيقى العالمية - والحد الأدنى من الكلام
- موف - موسيقى البوب ، التي تستهدف جمهور الشباب

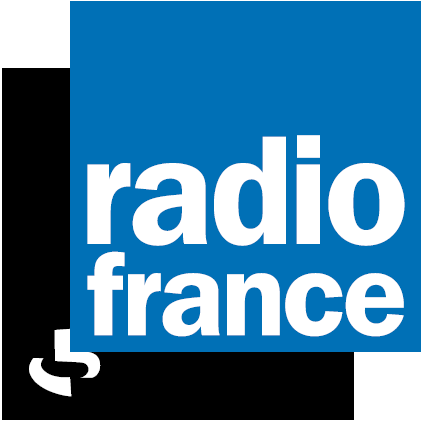
شعار راديو فرنسا من 2005 إلى 2017